# Tobias Straumann

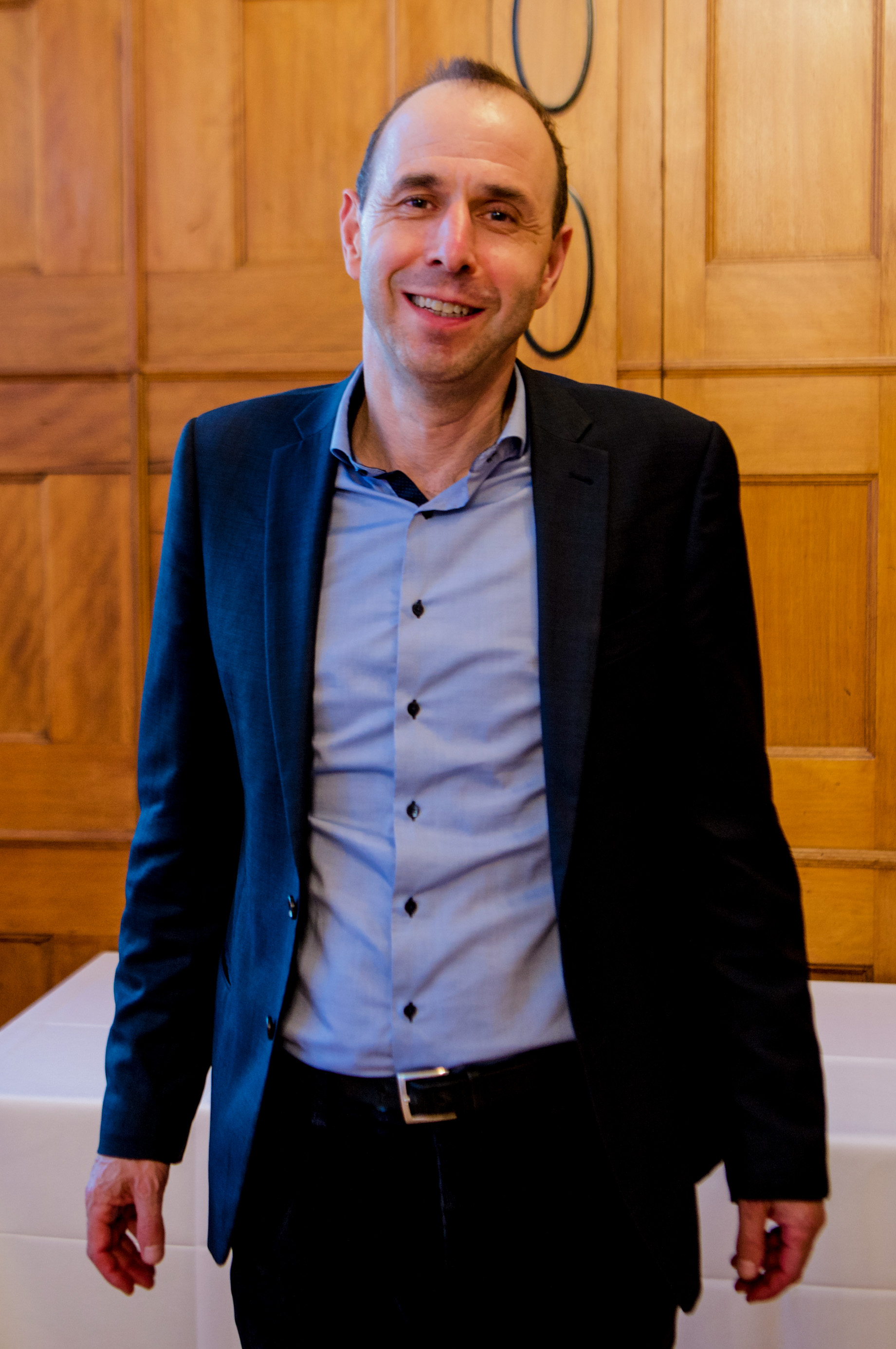
Tobias Straumann (2020)

Tobias Straumann (* 15. Mai 1966 in Wettingen) ist ein Schweizer Wirtschaftshistoriker. Er lehrt als ordentlicher Professor an der Universität Zürich.

## Leben
Tobias Straumann studierte Geschichte, Soziologie sowie Wirtschafts- und Sozialgeschichte in Zürich, Paris und Bielefeld. 1995 promovierte er bei Rudolf Braun an der Universität Zürich mit der Arbeit «Die Schöpfung im Reagenzglas. Eine Geschichte der Basler Chemie (1860–1920)». 1995–2000 arbeitete er als Journalist in Zürich, Zug und New York. 2005–2006 war er Oberassistent am Institut de l’histoire économique et sociale der Universität Lausanne. 2007 wurde er Privatdozent an der Universität Zürich. Seine 2011 erschienene Habilitationsschrift befasst sich mit dem Wechselkursregime kleiner europäischer Staaten wie der Schweiz im 20. Jahrhundert. Seit 2009 war Straumann Lehrbeauftragter an der Wirtschaftswissenschaftlichen Fakultät der Universität Basel und seit Frühjahr 2014 zusätzlich Titularprofessor an der Philosophischen Fakultät der Universität Zürich. Er lehrt dort seit Dezember 2021 als ordentlicher Professor ad personam für Geschichte der Neuzeit und Wirtschaftsgeschichte und leitet das Nachdiplomstudium MAS in Applied History.
Straumanns Forschungsinteresse gilt vor allem der europäischen Geld- und Finanzgeschichte sowie der schweizerischen Wirtschaftsgeschichte. In der Lehre wie auch in seinen Publikationen zeigt er gerne, was sich dank Applied History, also angewandter Geschichte, für das Verständnis der Gegenwart lernen lässt. So schrieb er sein Buch über den Aufstieg von Hitler aufgrund der Finanzkrise von 1931, um vor den weiterhin schwelenden politischen Spannungen zu warnen, zu denen die Finanzkrise ab 2008 vor allem im Euroraum führte. Die Erinnerung an 1931 könne dazu beitragen, «dass man sich in Deutschland noch stärker bewusst wird, welche Verantwortung das Land heute als grösster Gläubiger Europas trägt». In der Financial Times meinte deshalb der führende Finanzhistoriker Adam Tooze, jeder Entscheidungsträger in Europa sollte das Buch lesen, und die FT nannte es wegen seiner «verstörenden Relevanz» als eines der wichtigsten Bücher von 2019.
Seit November 2018 verfasst Straumann Beiträge für die Kolumne «Geld & Geist» in der NZZ am Sonntag. Vor allem aufgrund seiner häufigen Medienauftritte als Experte gilt der Wirtschaftshistoriker gemäss dem Ranking der NZZ auch als einer der einflussreichsten Schweizer Ökonomen.

## Werke
- Die Schöpfung im Reagenzglas. Eine Geschichte der Basler Chemie (1860-1920). Basel: Helbing & Lichtenhahn 1995.
- mit Roman Rossfeld: Der vergessene Wirtschaftskrieg, Schweizer Unternehmen im Ersten Weltkrieg. Chronos Verlag, Zürich 2008, ISBN 978-3-0340-0882-2.
- Fixed Ideas of Money: Small States and Exchange Rate Regimes in Twentieth-Century Europe. Cambridge University Press, Cambridge 2011, ISBN 9780521112710.
- mit Peter Borscheid, David Gugerli: Swiss Re und die Welt der Risikomärkte. Eine Geschichte. München: Beck 2014.
- mit Harold James, Peter Borscheid, David Gugerli: The Value of Risk. Swiss Re and the History of Reinsurance. Oxford: Oxford University Press 2014.
- 1931: Debt, Crisis, and the Rise of Hitler. Oxford University Press, Oxford 2019, ISBN 9780198816188.
- 1931: Die Finanzkrise und Hitlers Aufstieg. wbg Theiss, Darmstadt 2020, ISBN 9783806240733.
- mit Martin A. Senn: Unruhe im Kleinstaat. Der Schweizer Generalstreik von 1918 im internationalen Vergleich. Schwabe, Basel 2021, ISBN 978-3-7965-4515-3.
- mit Dagmar Schönig: Paria inter Pares – Das Ende der Bank Wegelin. Stämpfli, Bern 2023, ISBN 978-3-7272-6168-8.